# ماکان دمبله
ماکان دمبله (به انگلیسی: Makan Dembélé؛ زادهٔ ۲۵ دسامبر ۱۹۸۶) بازیکن فوتبال اهل مالی است که برای باشگاه فوتبال اتحادیه ورزشی نیروهای باماکو در لیگ برتر مالی بازی می‌کند.

## عملکرد باشگاهی
در ۱ ژانویه ۲۰۱۲، دمبله با باشگاه الجزایری القبائل قرارداد امضا کرد. در ۳۱ ژانویهٔ ۲۰۱۲، او اولین بازی خود را برای این باشگاه به‌عنوان بازیکن تعویضی در دقیقهٔ ۷۷ در بازی لیگ مقابل اوراس باتنه انجام داد.